# Jacques Millot
Jacques Millot (abreviado Millot) fue un aracnólogo francés, nacido el 9 de julio de 1897 y fallecido el 23 de enero de 1980.
Recibió doctorado en medicina con una tesis sobre l’histophysiologie des pigments des poissons y un doctorado en ciencias de la naturaleza con una tesis sobre la histofisiología de las arañas. Se centra en varios temas incluyendo la biología y la sistemática de los arácnidos, la fauna y la antropología de Madagascar, el celacanto, etc. Es un actor importante en la organización de la ciencia en Francia y el extranjero, como la cooperación internacional.
Millot publica monografías sobre Pholcidae,  Thomisidae y Salticidae. Estudia las glándulas de seda en diferentes grupos de arácnidos, como Liphistiidae, los ricinulidos y palpígrados. Y dirige las Mémoires de l'Institut scientifique de Madagascar para su creación en 1948, con Renaud Paulian (1913-2003), Le Naturaliste malgache, a partir de 1953. Se trata de un especialista en aglomerante y antiguo miembro fundador de la Sociedad de la unión original. Él dirige la Sociedad Zoológica de Francia en 1943.

## Taxas descritas
- Afraflacilla Berland & Millot, 1941,  (Salticidae)
- Bacelarella Berland & Millot, 1941, (Salticidae)
- Gallieniellidae Millot, 1947,
- Paramicromerys Millot, 1946, (Pholcidae)
- Scytodes arboricola Millot, 1946,  (Scytodidae)
- Scytodes lesserti Millot, 1941, (Scytodidae)

## Taxas denominadas en su honor
- Acantharachne milloti Emerit, 2000,  (Araneidae)
- Andoharano milloti Legendre, 1971,  (Filistatidae)
- Filistatoides milloti (Zapfe, 1961),(Filistatidae)
- Phaenopoma milloti Roewer, 1961,  (Thomisidae)
- Platypelis milloti Guibé, 1950,  (Microhylidae)

## Lista parcial de publicaciones
- 1929: « Les Glandes séricigènes des Pholcides», Bulletin de la Société zoologique de France, LIV: 193-206.
- 1930: « Glandes venimeuses et glandes séricigènes chez les Sicariides», Bulletin de la Société zoologique de France, LV: 150-175.
- 1931: « Les Glandes séricigènes des Pholcides», Bulletin de la Société zoologique de France, LVI: 75-83.
- 1931: « La Métamérisation postembryonnaire des jeunes araignées», Bulletin de la Société zoologique de France, LVI (2): 140-145.
- 1931: « Le Tubercule anal des Uroctéides et des Oecobiides (Araneidae)», Bulletin de la Société zoologique de France, LVI (2): 199-205.
- 1931: Cicatrisation et régénération (Armand Colin, Paris).
- 1932: « L'Anatomie interne des dinopides», Bulletin de la Société zoologique de France, LVII: 537-543.
- 1933: « Le Genre Aebutina (Aranéides)», Bulletin de la Société zoologique de France, LVIII: 92-95.
- 1933: « Notes complémentaires sur l'anatomie des liphistiides et des hypochilides, à propos d'un travail récent de A. Petrunkevitch», Bulletin de la Société zoologique de France, LVIII: 217-235.
- 1941: avec Lucien Berland (1888-1962), « Les Araignées de l'Afrique Occidentale Française», Mémoires du Muséum national d'histoire naturelle. Nouvelle série, XII: 297-423.
- 1946: « Les Pholcides de Madagascar», Mémoires du Muséum national d'histoire naturelle. Nouvelle série, 22: 127-158.
- 1952: Biologie des races humaines (Armand Colin, Paris).

- Renaud Paulian (1980). Nécrologie. Le professeur Jacques Millot (9 juillet 1897- 23 janvier 1980), Bulletin de la Société entomologique de France, 85 (9-10): 283-287. ISSN 0037-928X

- Datos: Q3159573
- Especies: Jacques Millot